# وليام هنري بيسل
وهو سياسي أمريكي ولد وليام هنري بيسل في 25 نيسان من سنة 1811 في ولاية نيويورك الأمريكية درس بيسل القانون وبدأحياته المهنية كمحام في بيلفيل في ولاية الينوي الأمريكية شارك وليام هنري بيسل في الحرب الأمريكية المكسيكية شغل وليام هنري بيسل منصب حاكم ولاية الينوي الأمريكية ما بين عامي 1857 إلى عام 1860 عن الحزب الجمهوري توفي وليام هنري بيسل في 18 أذار من سنة 1860 في ولاية الينيوي.